# Зольность
Зо́льность (англ. ash content; нем. Aschegehalt m, Aschehaltigkeit f) — массовая доля золы, содержание в процентах негорючего (на безводную массу) остатка, который создаётся из минеральных примесей топлива при его полном сгорании. Обозначается символом А. 
Для практических целей значение зольности, определённое по аналитической пробе (Аa), обычно пересчитывается на сухую массу Аd или рабочее Аr состояние топлива. Для всех типов твёрдых топлив зольность — один из основных показателей; используется как учётный, балансный и расчётный показатель в практике добычи, переработки и потребления угля.
На показателе зольности угля основывается большинство существующих методов оценки эффективности процессов обогащения угля, а также действующий прейскурант оптовых цен на уголь и продукты его обогащения. Существует прямая связь между зольностью угля и теплотой его сгорания.
Условия определения зольности стандартизированы. Зольность угля за счёт внутренней золы (материнской) обычно колеблется в пределах 1-15 %, но при тонко-дисперсном разделении неорганического материала достигает десятков процентов с постепенным переходом угля в углистые породы (с Аd до 60 %). При обычном обогащении угля эта зола не удаляется. Как правило, преимущественная часть минеральных примесей, составляющих внешнюю золу, может быть удалена при обогащении.
3ольность топлив нормируется государственными стандартами. Наивысший допустимый предел зольности рядового угля, отсевов, промпродукта и шламов обогащения установлена для условий сжигания в пылеподобном состоянии — Аd = 45 %. Для слойного сжигания используется уголь с Аd не более 37,5 %, для коксования — концентраты обогащения с Аd до 10-14 %).
Зольность горючих сланцев колеблется в широких пределах (Аd 48-72 %).
Торф по вместимости золы делят на:
- малозольный (менее 5 %),
- среднезольный (5-10 %) и
- высокозольный (более 10 %).

Зольность угля и горючих сланцев определяется озолением пробы топлива в муфельной печи и прокаливанием зольного остатка при температуре 800—830 °C. Для ускоренного озоления горючих сланцев — при температуре 850—875 °C. Зольность угля определяется также рентгенометрическим методом — по параметрам ионизирующего излучения после взаимодействия с углём.